# Hajta mente
Hajta mente este o arie protejată (arie specială de conservare — SAC, sit de importanță comunitară — SCI) din Ungaria întinsă pe o suprafață de 5.794 ha, integral pe uscat.

## Localizare
Centrul sitului Hajta mente este situat la coordonatele 47°24′03″N 19°49′05″E / 47.400833°N 19.818056°E.

## Înființare
Situl Hajta mente a fost declarat sit de importanță comunitară în mai 2004 pentru a proteja 2 specii de plante și 22 de specii de animale. Situl a fost protejat și ca arie specială de conservare în februarie 2010.

## Biodiversitate
Situată în ecoregiunea panonică, aria protejată conține 8 habitate naturale: Pajiști cu Molinia pe soluri calcaroase, turboase sau argilos-nămoloase (Molinion caeruleae), Păduri stepice euro-siberiene cu Quercus spp., Păduri aluvionare cu Alnus glutinosa și Fraxinus excelsior (Alno-Padion, Alnion incanae, Salicion albae), Pajiști stepice panonice pe loess, Stepe panonice nisipoase, Stepe și mlaștini sărate panonice, Pajiști uscate seminaturale și facies de acoperire cu tufișuri pe substraturi calcaroase (Festuco-Brometalia) (* situri importante pentru orhidee), Pajiști aluvionare inundabile, de Cnidion dubii.
La baza desemnării sitului se află mai multe specii protejate:
- plante (2): Cirsium brachycephalum, Iris humilis subsp. arenaria
- amfibieni (2): buhai de baltă cu burta roșie (Bombina bombina), triton cu creastă dobrogean (Triturus dobrogicus)
- mamifere (2): vidră de râu (Lutra lutra), popândău (Spermophilus citellus)
- nevertebrate (13): Anisus vorticulus, Bolbelasmus unicornis, croitorul mare al stejarului (Cerambyx cerdo), Coenagrion ornatum, Cucujus cinnaberinus, dorcadion cervae (Dorcadion fulvum cervae), Gortyna borelii lunata, libelule (Leucorrhinia pectoralis), rădașcă (Lucanus cervus), fluturele purpuriu (Lycaena dispar), Maculinea teleius, Vertigo angustior, Vertigo moulinsiana
- pești (4): zvârluga (Cobitis taenia), țipar (Misgurnus fossilis), boarță (Rhodeus sericeus amarus), țigănuș (Umbra krameri)
- reptile (1): țestoasa de baltă (Emys orbicularis)

Pe lângă speciile protejate, pe teritoriul sitului au mai fost identificate 43 de specii de plante, 3 specii de păsări, 6 specii de amfibieni, 5 specii de nevertebrate, 3 specii de reptile.